# Claes Lindskog

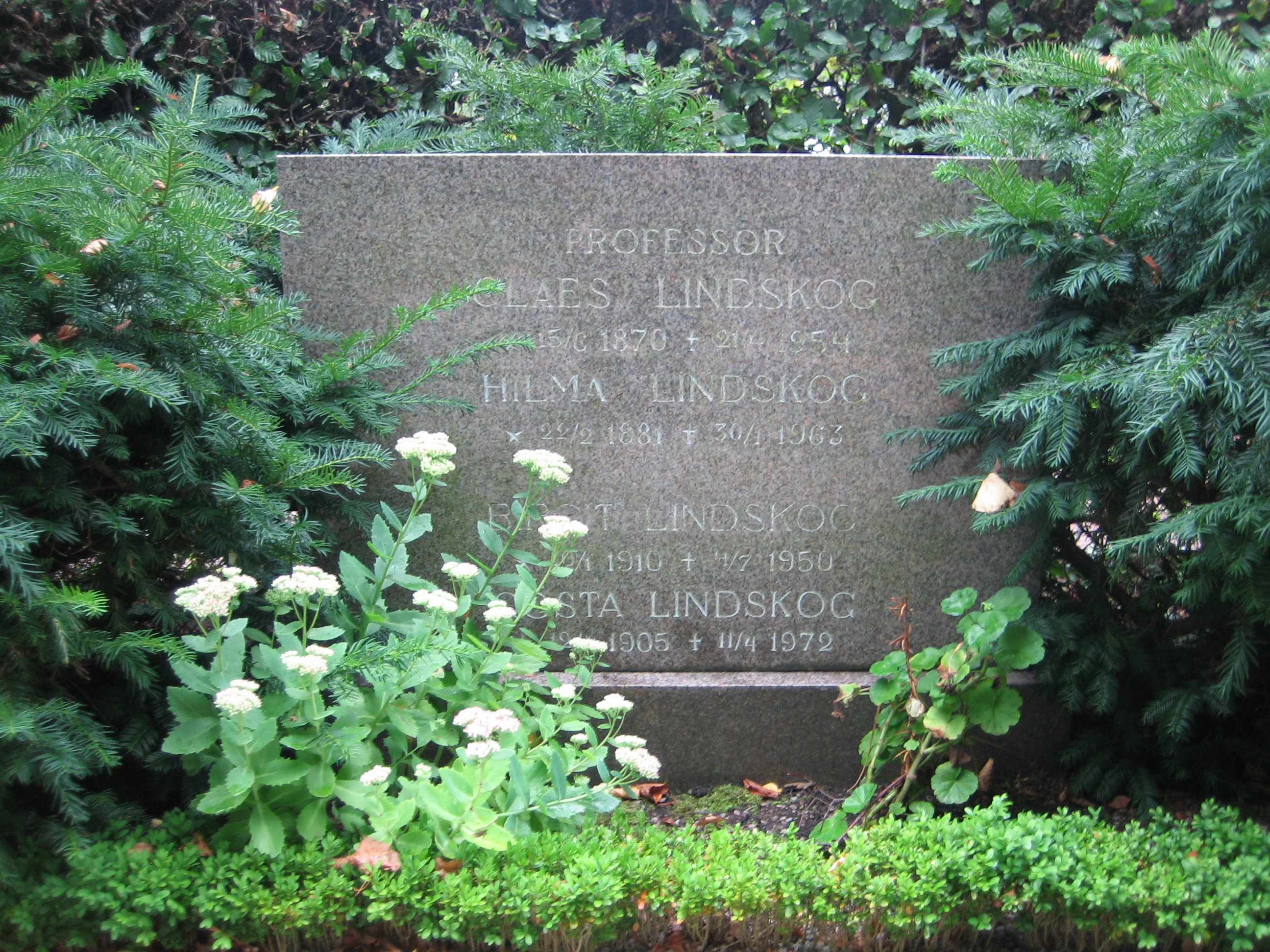
Claes Lindskogs gravsten på Norra kyrkogården i Lund.

Claes Lindskog, född den 15 juni 1870 i Göteborg, död den 21 april 1954 i Malmö, var en svensk språkvetare, politiker och tidningsman. Han var svensk ecklesiastikminister 1928-1930. Han var bror till Jonas Lindskog.

## Akademisk bana
Från början var det meningen att Lindskog skulle utbilda sig till präst, men under sina studier kom han att fascineras av de klassiska språken och hans bana kom istället att bli språkvetenskapsmannens. Han blev filosofie kandidat vid Lunds universitet 1890 och filosofie licentiat 1895. Sistnämnda år disputerade han även och blev docent i det latinska språket och litteraturen. Han promoverades till filosofie doktor 1897 och tillträdde en tjänst som professor i klassiska språk i Lund 1901. Åren 1906–1935 var han professor i grekiska språket och litteraturen vid samma universitet. Han var främst intresserad av de grekiska författarna, och då främst Plutarchos, Euripides, Herodotos och Platon. 1908–1911 var Lindskog även ordförande för Akademiska Föreningen.
Redan i sin gradualavhandling De enuntiatis apud Plautum et Terentium condicionalibus och flera därpå följande skrifter dokumentarde han sig som en skicklig analytiker av den äldre latiniteten och gav i den brett anlagda Studien zum antiken Drama (1897) åtskilliga bidrag som vittnade om stor kännedom om den antika tragedin. Sin största vetenskapliga insats gjorde Lindskog som utgivare av en kritisk edition av Plutarchos Biografier (1906 och 1914– ). Han översatte även Herodotos och Platons skrifter (2 band, 1920 respektive 6 band, 1920–1926) och författade flera populärvetenskapliga skrifter och avhandlingar, bland annat en litteraräranalytisk essay, Sofokles och Ibsen (1917), Grekiska kvinnogestalter (1921), Grekiska hjältar och ideal (1925), Antiken (1928) samt Euripides (1928).

## Politisk bana
Ursprungligen radikal drevs Lindskog som försvarsvän åt höger i samband med försvarsstriden 1914 och kom att representera högern i riksdagens andra kammare 1922–1940. Lindskog ansågs allmänt tillhöra de slagkraftigaste och stridsgladaste riksdagsmännen i början av sin tid i riksdagen men kom i slutet att ha tappat sin forna glöd. Efter den överraskande valsegern 1928 utnämndes han till statsråd och chef för Ecklesiastikdepartementet, vilket han var till 1930.
1921 efterträdde Lindskog Knut Kjellberg som ordförande hos Folkbildningssakkunniga. På kungligt uppdrag utarbetade han 1923 ett betänkande angående det fria och frivilliga folkbildningsarbetet. Han var ordförande i Andra särskilda utskottet angående det högre skolväsendets omorganisation vid 1927 års riksdag, då det beslut i skolfrågan fattades, som kom att ligga till grund för 1928 års läroverkstadga.

## Senare liv
Efter sin pensionering från professuren 1935 blev Lindskog chefredaktör för Sydsvenska Dagbladet Snällposten fram till 1946. Claes Lindskog ligger begravd på Norra kyrkogården i Lund.
Lindskog var far till borgmästaren i Varberg Axel Lindskog, bankdirektören Claes Lindskog och redaktören Gösta Lindskog, med flera barn. Han var vidare bror till kyrkoherden Jonas Lindskog.

## Utmärkelser
- Kommendör av första klass av Nordstjärneorden[10]
- Storkorset av lettiska Tre Stjärnors orden[10]
- Ungerska förtjänstkorset[10]
- Storofficer av franska Hederslegionen[10]